# Villa Bellavista
Villa Bellavista si trova a Borgo a Buggiano in provincia di Pistoia. Il nome deriva dallo splendido panorama sul Montalbano e sulle Cerbaie fino alla valle dell'Arno che si gode dalla collina dove sorge la villa. Un tempo ricca di giardini e adorna di fontane e statue, era considerata la villa più bella d'Italia dopo la reggia di Caserta.

## Storia

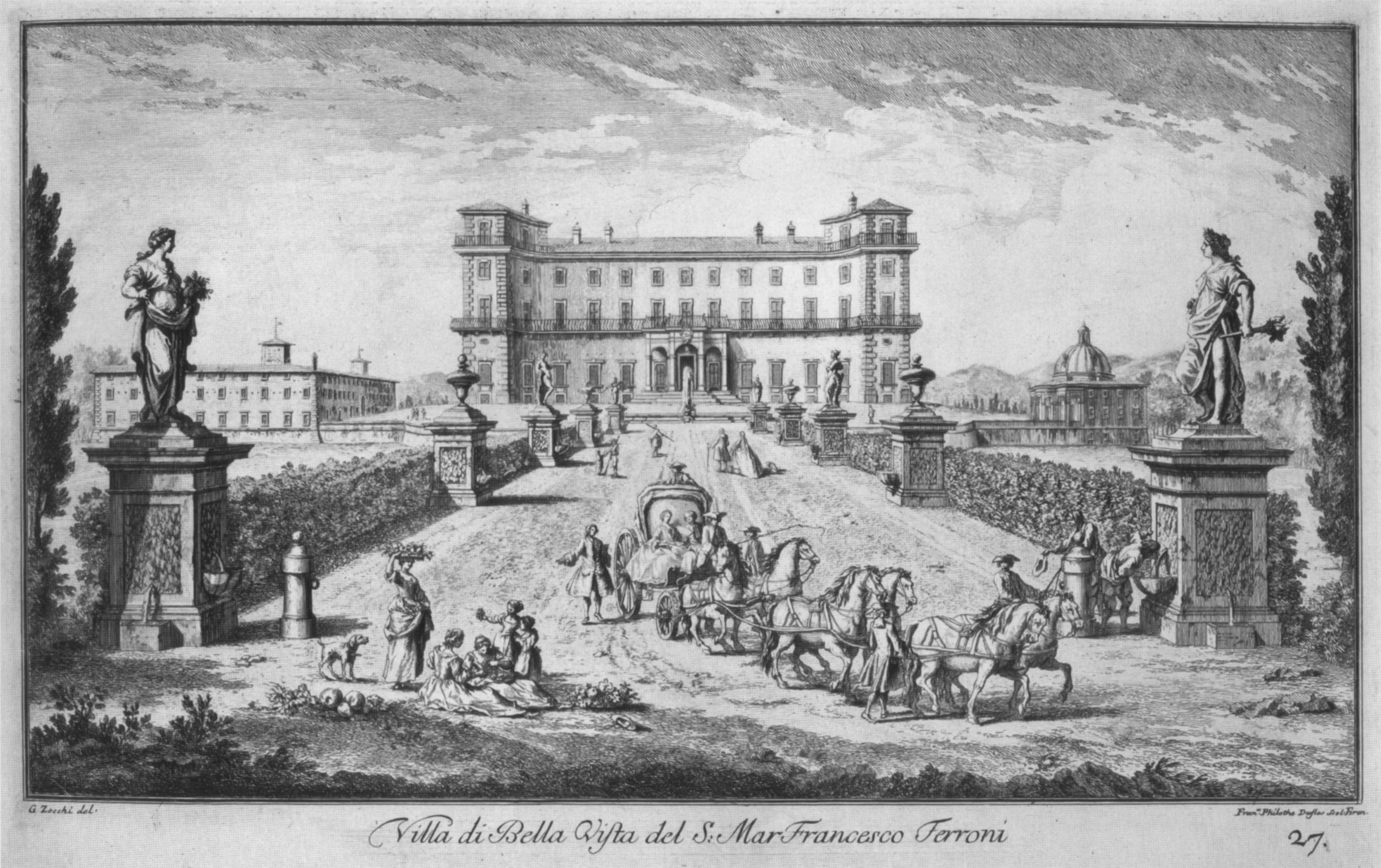
Veduta di Villa Bellavista nella raccolta di incisioni dello Zocchi

L'aspetto attuale risale a dopo il 1673, quando Francesco Feroni, dopo uno strepitoso successo commerciale ad Amsterdam, tornò in Italia e acquistò una tenuta di ben 45 poderi con edifici agricoli da Cosimo III de' Medici, il quale lo fregiò anche del titolo di marchese.
I lavori di edificazione della villa vera e propria, che nelle intenzioni del committente doveva rispecchiare la sua ricchezza e il suo raggiunto status sociale elevato, furono affidati a Antonio Maria Ferri, che fece un progetto nel sobrio e solenne stile barocco fiorentino.
I lavori terminarono nel 1699, quando ormai il committente era già morto, ma suo figlio Fabio entusiasta del risultato incaricò l'architetto di erigere anche una cappella accanto alla villa.
La zona dei poderi però venne interessata da lavori di bonifica e colmata dei terreni circostanti sul finire del Settecento, che resero le terre attorno alla villa soggette a inondazioni ed acque stagnanti: i Feroni dovettero vendere tutti i poderi, mentre tennero la villa ma solo fino al 1829 quando decisero di cederla al barone Giuseppe Ardia.
Nel 1939 fu acquistata dal Ministero dell'Interno, Direzione Generale dei Servizi Antincendi, che provvide al suo restauro. Il barone Giuseppe Ardia, capo dei Vigili del Fuoco, vi abitò con la famiglia fino alla morte e le sue spoglie si trovano nella cappella della villa. Più tardi si collocò nella villa una casa di convalescenza per i Vigili del Fuoco dedicata a Tullio Baroni.
Nei pressi fu anche creata una colonia elioterapica per i figli dei Vigili. Con il passaggio del fronte fu per un breve periodo un ospedale militare prima tedesco e poi alleato.
Dopo la guerra vi fu collocato l'Istituto per l'accoglienza degli orfani dei Vigili del Fuoco.

## Descrizione

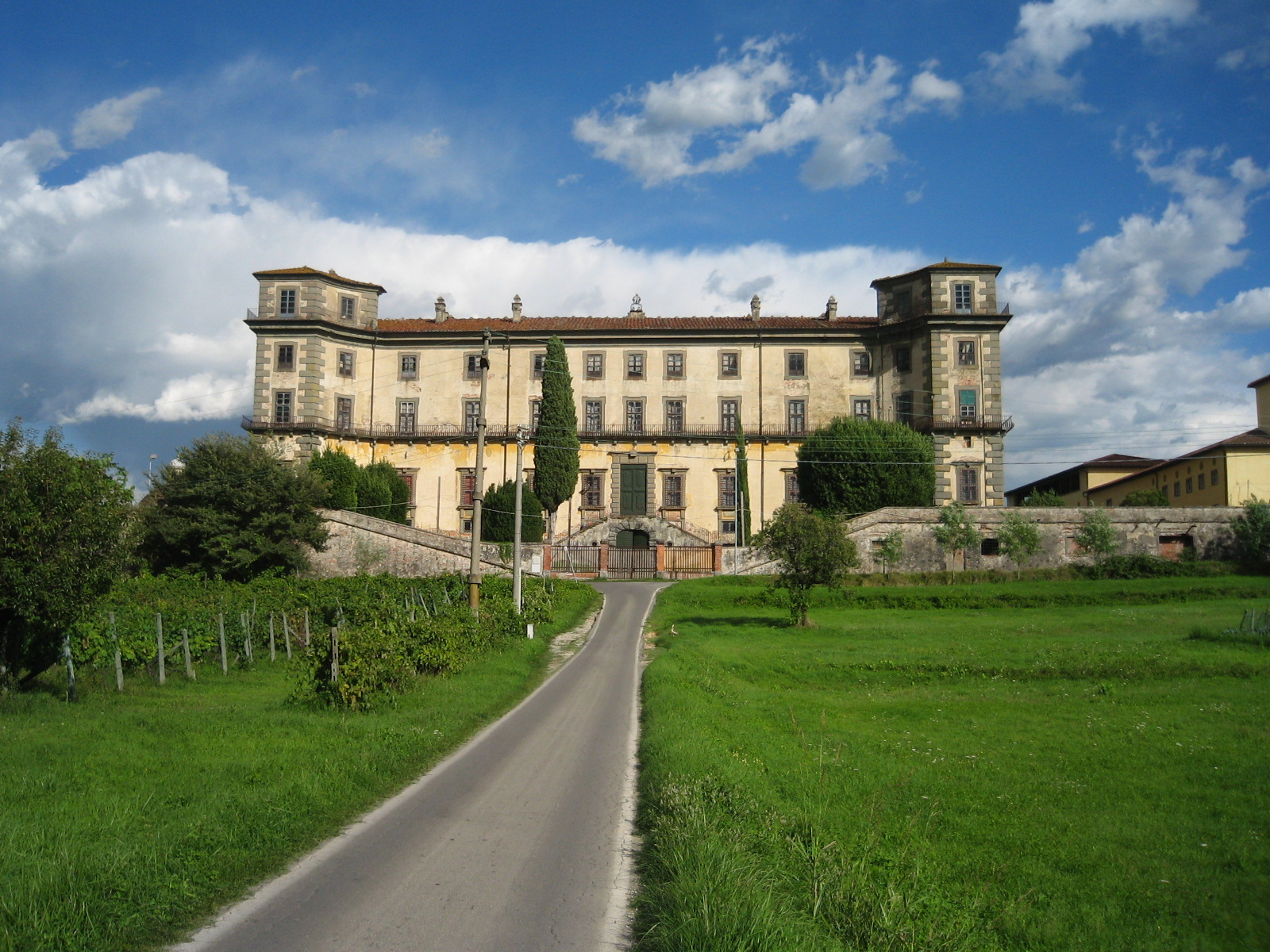
Villa Bellavista, retro

### Esterno
L'edificio è di grandi dimensioni con quattro massicce torrette angolari e una balconata che lo attraversa in tutto il perimetro esterno a livello del primo piano e un'altra simile, ma più breve, sul cornicione. Le torrette dalla parte della facciata sono sporgenti e conferiscono al fronte principale un aspetto curvilineo avvolgente.
Le finestre sono profilate da cornici in pietra serena, lo stesso materiale usato nei profili delle torri d'angolo, in contrasto con il bianco opaco degli intonaci. Al centro della facciata, all'altezza del tetto, fu installato un grande orologio entro un timpano decorato da volute.
Il prospetto posteriore è caratterizzato da una scala a doppia rampa che scende fino alla strada.

### Interno

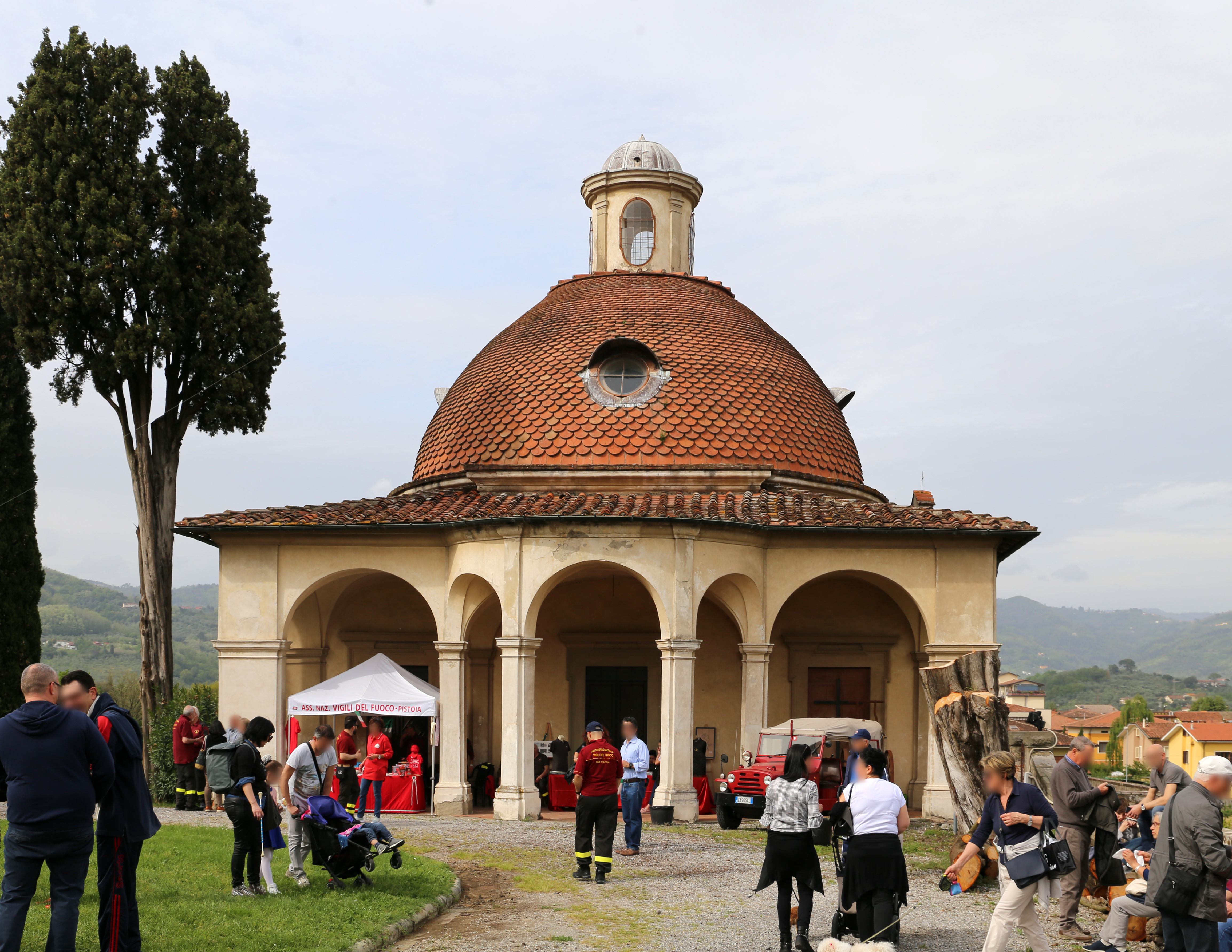
La cappella

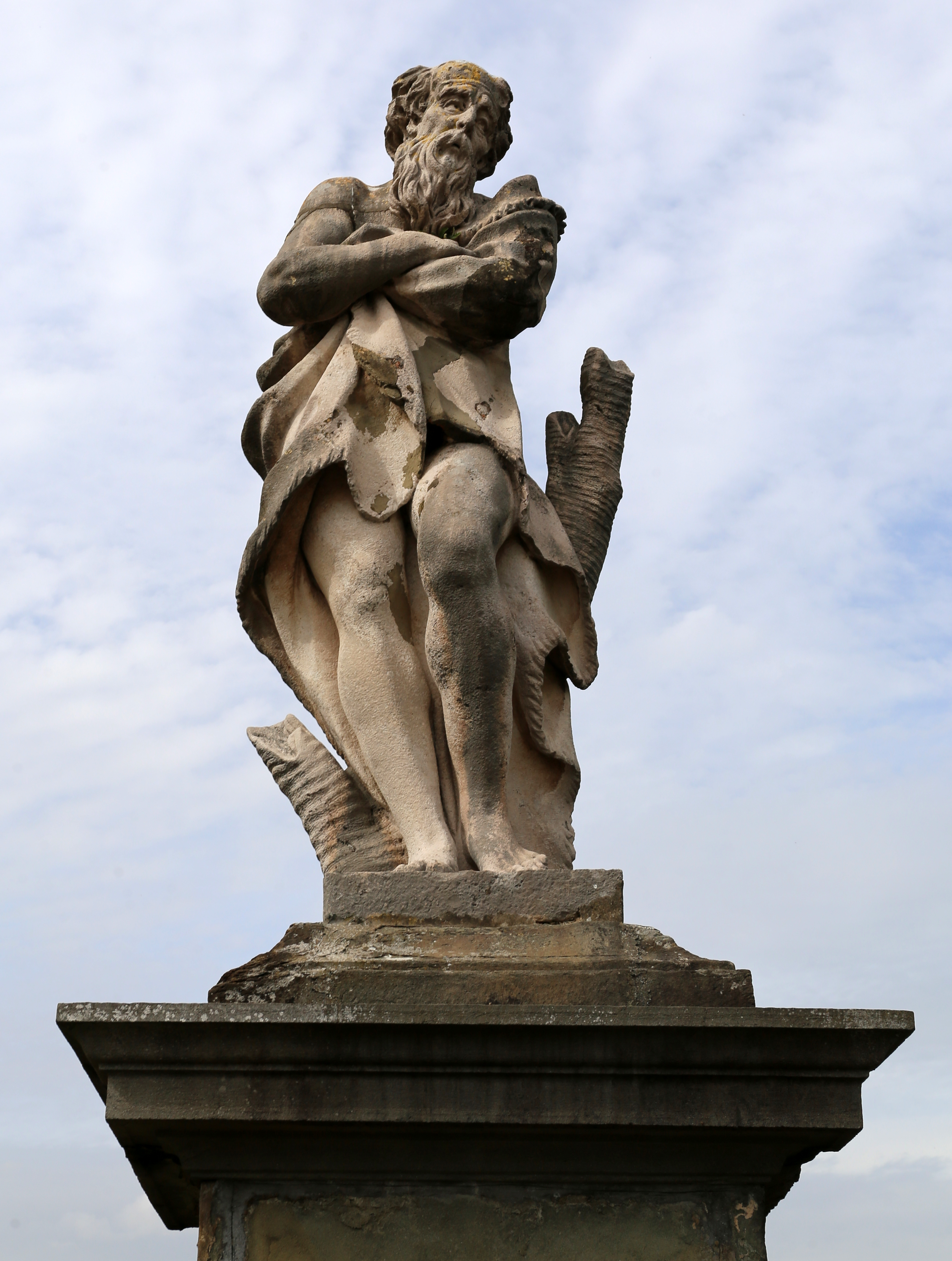
Inverno di Gioacchino Fortini

La villa è incentrata su un magnifico salone centrale, che si estende in altezza su ben due piani; ha dei ballatoi con balaustre che servivano ai musicisti durante le serate da ballo. L'affresco sul soffitto riproduce il Trionfo della nostra santa fede, che simboleggia le guerre contro i turchi, un tema scelto da Fabio Feroni, quale combattente a Vienna contro gli ottomani.
Altri ambienti di pregio sono lo scalone e la galleria. Le stanze, spesso affrescate da Pier Dandini (soprattutto sui soffitti) e dal quadraturista Rinaldo Botti, sono allineate in modo da creare delle lunghe vedute prospettiche con le porte regolarmente allineate.
La cappella fu decorata da Giovan Battista Ciceri, autore anche degli stucchi nelle camere da letto padronali. All'interno della stessa fu collocata per un certo periodo grazie all'intervento del prefetto Alberto Giombini il cranio-reliquia di santa Barbara.

### Il parco
Il viale d'accesso alla villa è fiancheggiato da siepi, statue e vasi in terracotta e curva in prossimità del giardino antistante la facciata. Davanti al portico di accesso alla villa, caratterizzato da tre arcate e una scala in pietra, si trova una grande vasca litica.

## La cappella
A pianta circolare con portico, è sormontata da una grande cupola. All'interno, sono presenti decorazioni in marmo e stucchi. Il tabernacolo in marmo bianco, realizzato intorno al 1690, potrebbe essere opera di Giuseppe Piamontini, seguace del Foggini. Sull'altare, è presente una tavola raffigurante i Santi Anna e Giacinto di Pier Dandini. Nell'oratorio era custodito la teca con il corpo di un santo non ben identificato denominato San Giacinto martire, trasferito nel 1928 presso la Chiesa parrocchiale dei Santi Pietro apostolo e Marco evangelista a Pieve a Nievole.